# Brelöh
Brelöh ist einer von 22 Ortsteilen der Stadt Bergneustadt im Oberbergischen Kreis im Regierungsbezirk Köln in Nordrhein-Westfalen, Deutschland.

## Lage und Beschreibung
Der Ort liegt in Luftlinie rund 3,6 Kilometer von Bergneustadt entfernt.

## Freizeit

### Überörtliche Wanderwege
Die SGV-Hauptwanderstrecke X1, Hennef nach Wiedenest durchläuft Brelöh.

## Verkehr
- Haltestelle Brelöh der Buslinie 313 der Oberbergischen Verkehrsgesellschaft (OVAG)